# 釜ノ鼻駅
釜ノ鼻駅（かまのはなえき）は、長崎県諫早市森山町田尻にある島原鉄道島原鉄道線の駅である。

## 歴史
- 1935年（昭和10年）9月1日：開設。
- 1962年（昭和37年）3月1日：業務委託駅化[1]。
- 1964年（昭和39年）
  - 3月31日：貨物取扱廃止。
  - 5月1日：無人駅化。

## 駅構造

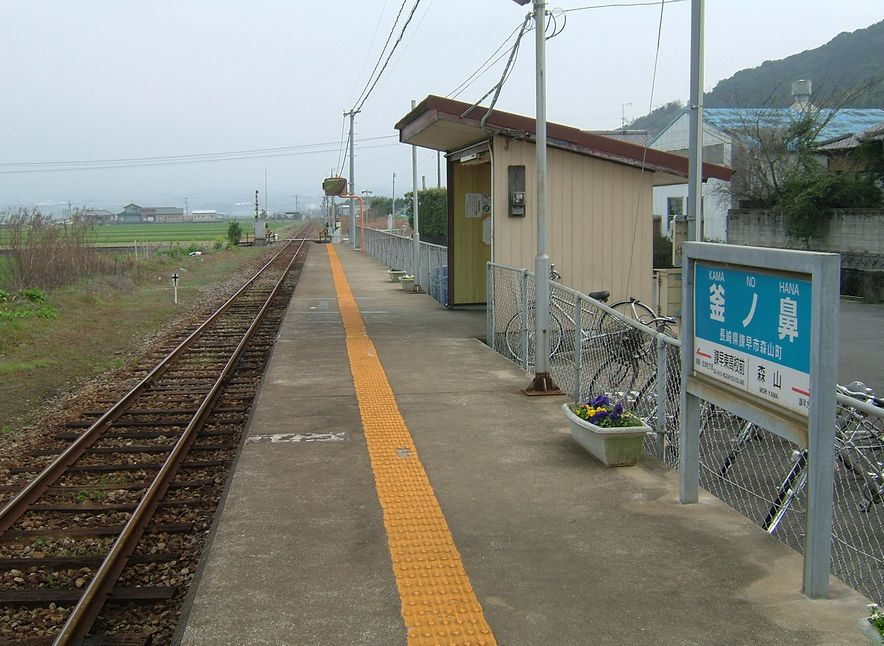
構内 諫早東高校前方面を望む（2008年3月）

単式ホーム1面1線を有する地上駅。線路南側にホームがある。ホーム中程、南側に接して待合所が設置されており、この待合所に駅の出入口が設置されている。無人駅。なお、駅前に屋根無しの駐輪場がある。

## 利用状況
2018年度の年間乗車人員は6,455人、降車人員は9,498人であった。
近年の年間乗車人員、降車人員の推移は以下の通り。
| 年度               | 年間 乗車人員 | 年間 降車人員 |
| ------------------ | ------------- | ------------- |
| 2000年（平成12年） | 8,040         | 11,378        |
| 2001年（平成13年） | 9,080         | 11,711        |
| 2002年（平成14年） | 10,823        | 13,692        |
| 2003年（平成15年） | 12,947        | 15,712        |
| 2004年（平成16年） | 10,800        | 13,678        |
| 2005年（平成17年） | 11,899        | 15,447        |
| 2006年（平成18年） | 11,401        | 14,709        |
| 2007年（平成19年） | 12,721        | 16,674        |
| 2008年（平成20年） | 10,672        | 15,733        |
| 2009年（平成21年） | 7,743         | 14,191        |
| 2010年（平成22年） | 7,562         | 13,294        |
| 2011年（平成23年） | 8,298         | 13,912        |
| 2012年（平成24年） | 9,312         | 15,241        |
| 2013年（平成25年） | 9,632         | 14,829        |
| 2014年（平成26年） | 10,067        | 14,823        |
| 2015年（平成27年） | 9,961         | 14,930        |
| 2016年（平成28年） | 7,291         | 12,648        |
| 2017年（平成29年） | 6,511         | 10,534        |
| 2018年（平成30年） | 6,455         | 9,498         |

## 駅周辺
駅の北側は田園が広がる中に住宅が見え、駅の南側にも住宅が多い。
- 釜簡易郵便局
- 諫早市役所 森山支所（旧森山町役場）
- 五穀岳
- 国道57号

## 隣の駅
島原鉄道
■島原鉄道線
森山駅 - 釜ノ鼻駅 - 諫早東高校駅